# مارغريت غوردون بيرن
مارغريت غوردون بيرن (بالإنجليزية: Margaret Gordon Burn)‏ هي مُدرسة نيوزيلندية، ولدت في 22 مارس 1825، وتوفيت في 8 ديسمبر 1918.